# Suspensión Flexicoil

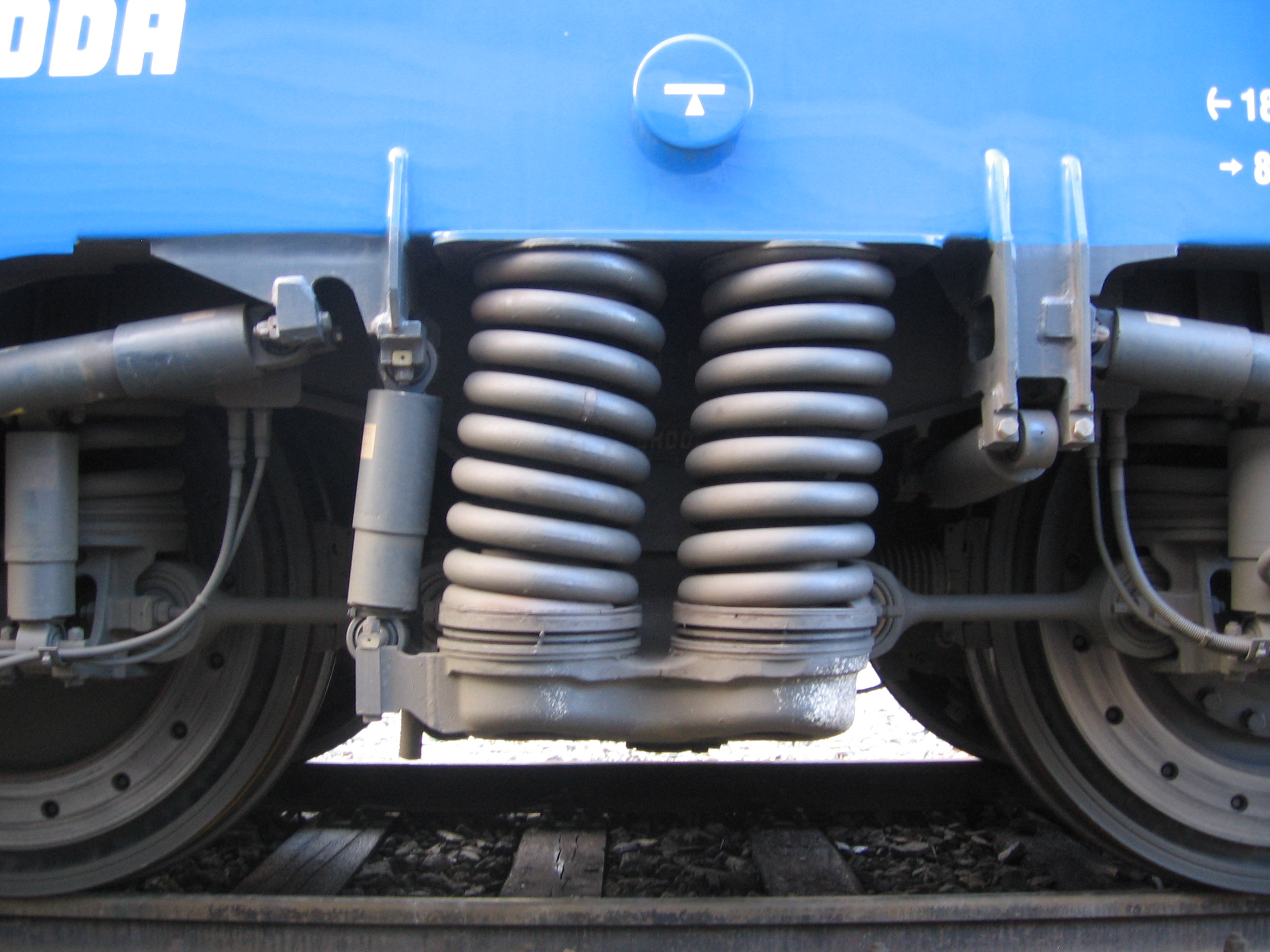
Suspensión Skoda#FlexicoilB en el bogie de una locomotora Skoda#109E CD#380/019 situada en una curva

La suspensión Flexicoil es un tipo de suspensión secundaria para vehículos ferroviarios, en la que generalmente se disponen muelles helicoidales de acero entre los bogies y el chasis de los vehículos del material rodante. Los sistemas de suspensión que utilizan resortes de acero son más comunes que aquellos con suspensión neumática, ya que los resortes de acero son menos costosos de fabricar, relativamente resistentes al desgaste y requieren menos mantenimiento. 

## Historia
Precedentes de las suspensiones Flexicoil (aunque todavía no se conocían con este nombre), ya se habían instalado en locomotoras de España, la Unión Soviética y África desde la década de 1930. En Alemania se usaron por primera vez en la década de 1950 en locomotoras eléctricas de alta velocidad, especialmente en las DB Clase 103.
El término Flexicoil surgió durante el trabajo conjunto desarrollado entre 1947 y 1951 por Frank Shea (de Clyde Engineering Co., Australia) y de Dick Dilworth (de EMD, Estados Unidos) con el fin de diseñar bogies de tres ejes para las nuevas locomotoras 6Axle, las Clyde#ML1 + A16C y las EMD #SD7 (comercializadas respectivamente a partir de 1951 y 1952).

## Clyde#FlexicoilA1A y EMD#FlexicoilC
El Clyde#FlexicoilA1A+C y el EMD#FlexicoilC resultantes proporcionaron importantes ventajas de carga y tracción sobre los carriles en relación con los diseños anteriores de bogie, superando el diseño EMD#BlombergA1A anterior. De hecho, pasaron a formar parte del equipo estándar en las locomotoras EMD 6Axle "CC", hasta que fueron reemplazados en 1972 por el bogie EMD#HTC. Estos diseños permanecen en funcionamiento formando parte de numerosas locomotoras en América del Norte y Australia.

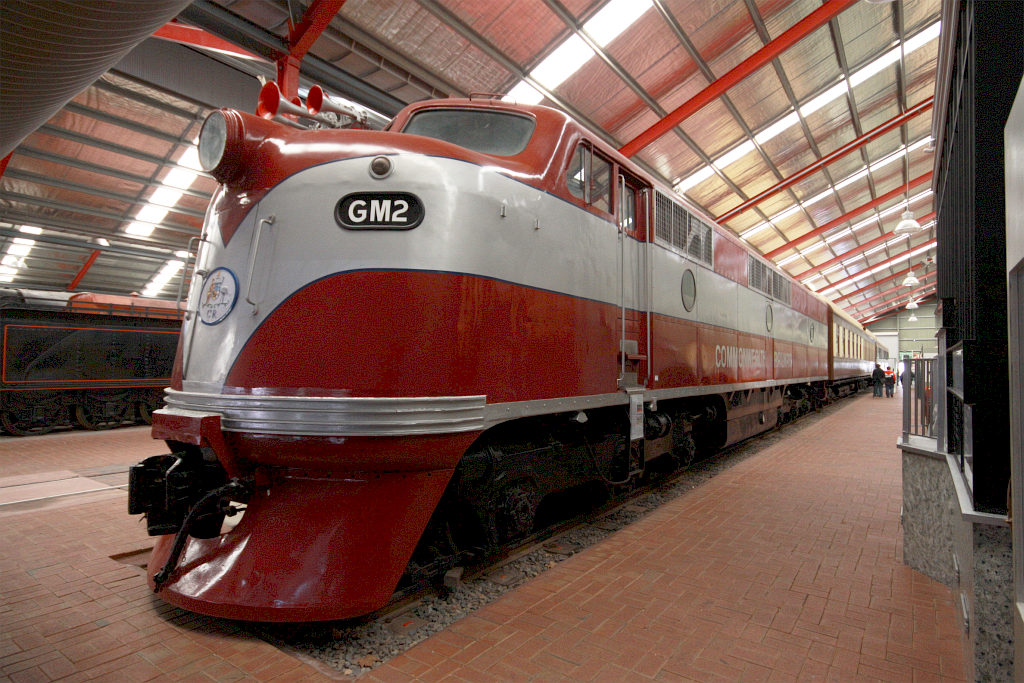
Bogie Clyde#FlexicoilA1A en una Clyde#ML1 CR#GM2
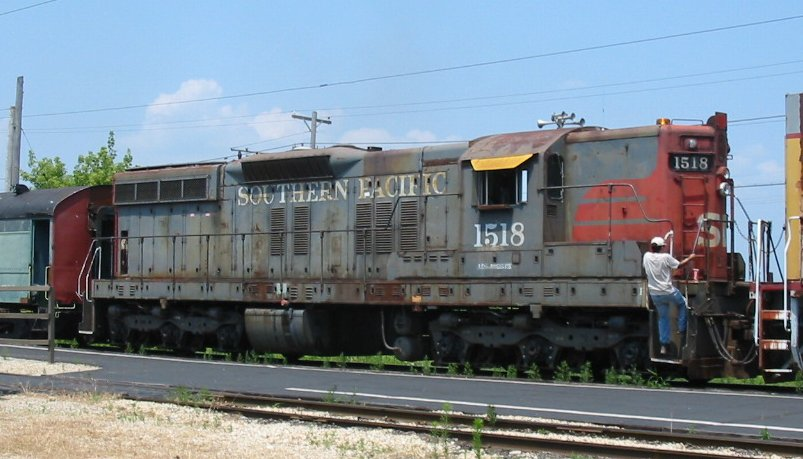
Bogie EMD#FlexicoilC en una EMD#SD7 SP#1518
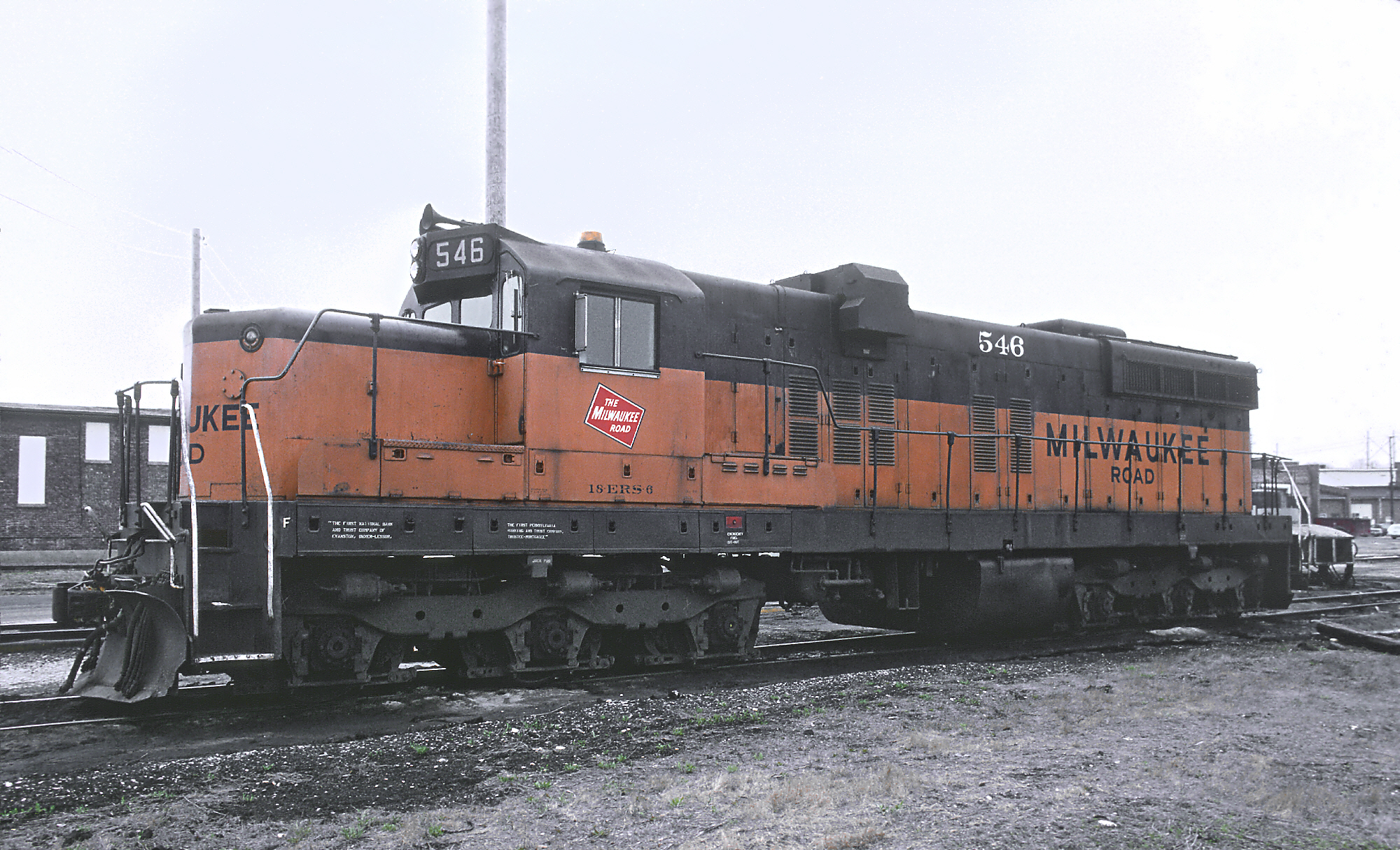
Bogie EMD#FlexicoilC
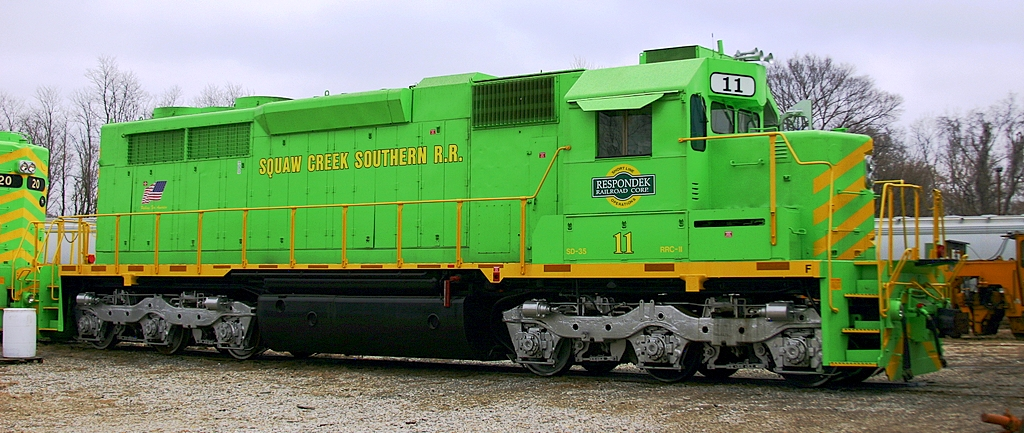
Bogie EMD#FlexicoilC en una EMD#SD38 SCS#11
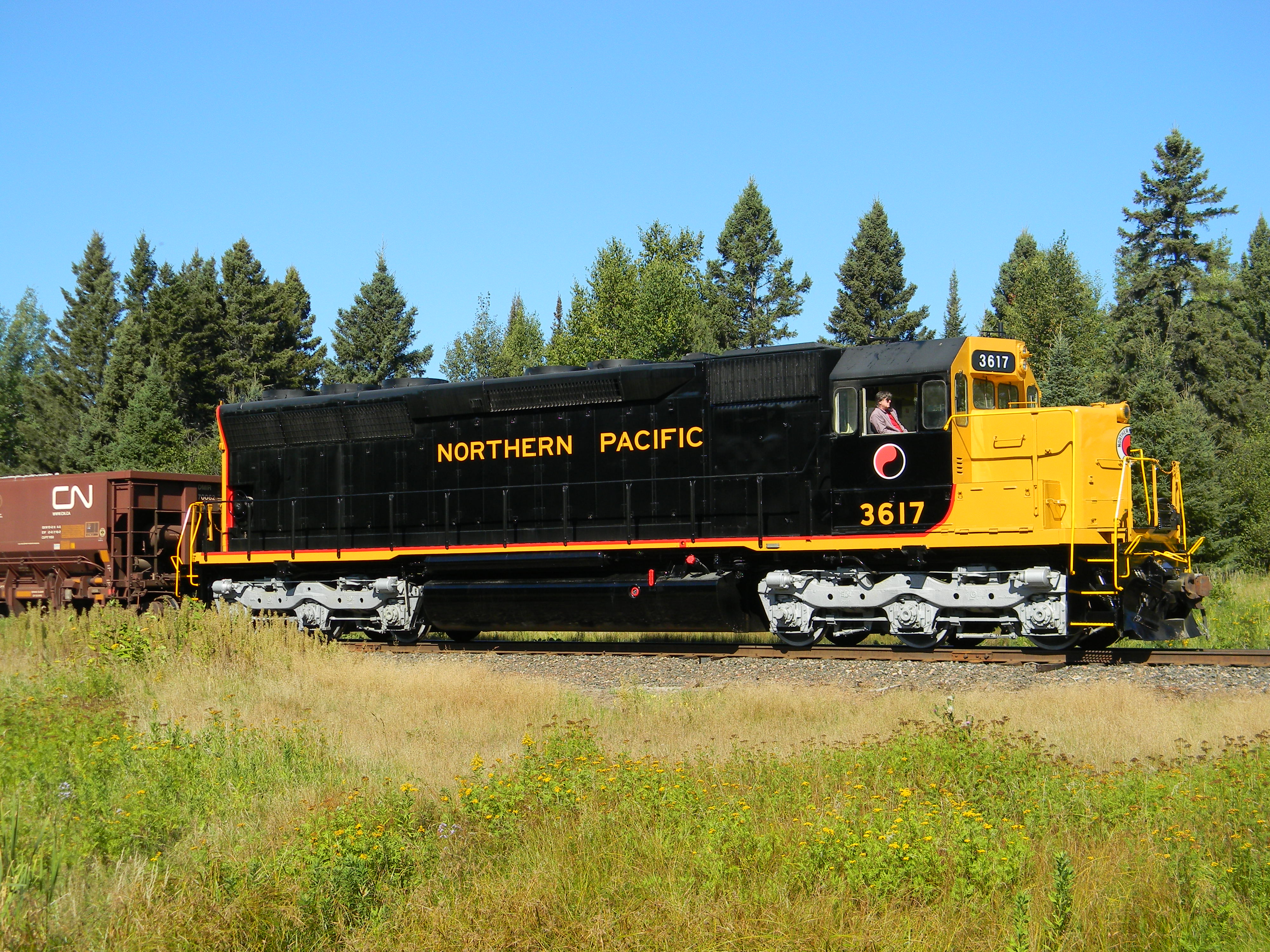
Bogie EMD#FlexicoilC en una EMD#SD45 NP#3617

## EMD#FlexicoilD
Exclusivo de los modelos de locomotoras de la EMD como las DD35, DD35A y DD40 Centennial construidas entre 1963 y 1971, solo fue utilizado por la compañía Union Pacific. El bogie EMD#FlexicoilD 4Axle es probablemente el ejemplo más representativo de una suspensión Flexicoil en material rodante. A partir de 2020, el EMD#FlexicoilD solo funciona en las UP#6936 y en algunas otras locomotoras Centennial.

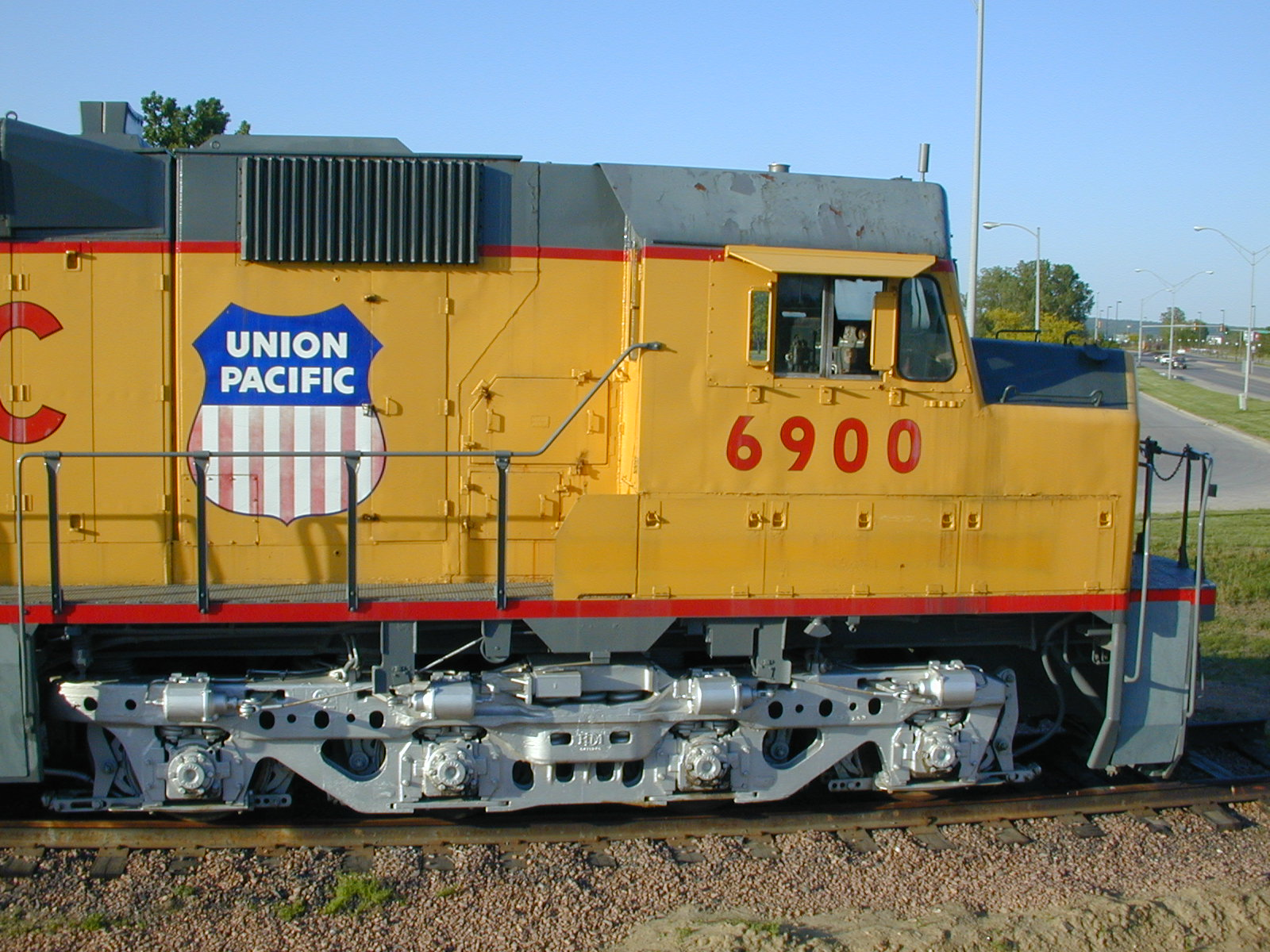
Bogie EMD#FlexicoilD en una EMD#DD40 UP#6900
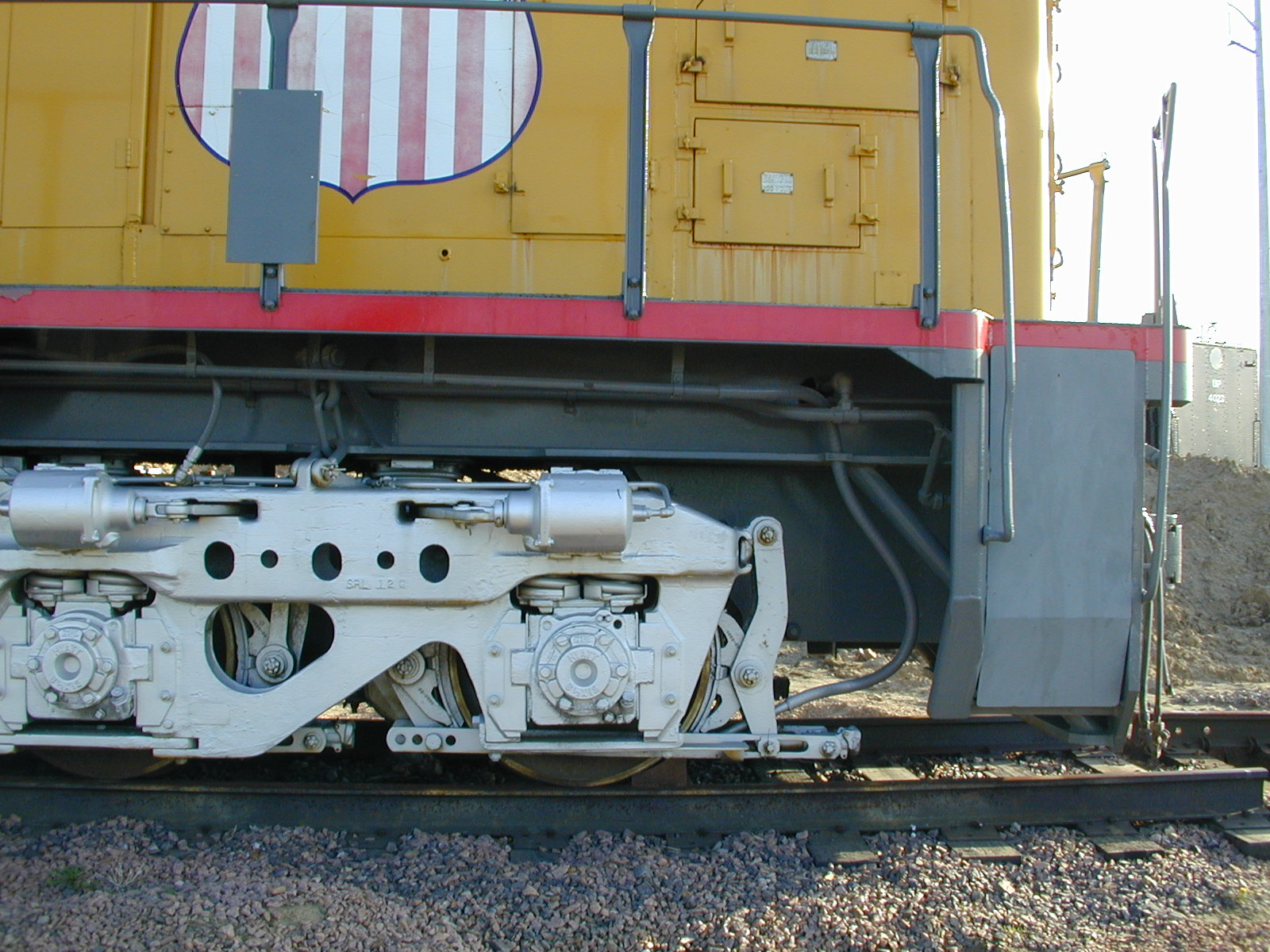
Bogie EMD#FlexicoilD con rodamientos de rodillos 6.500x12 Hyatt
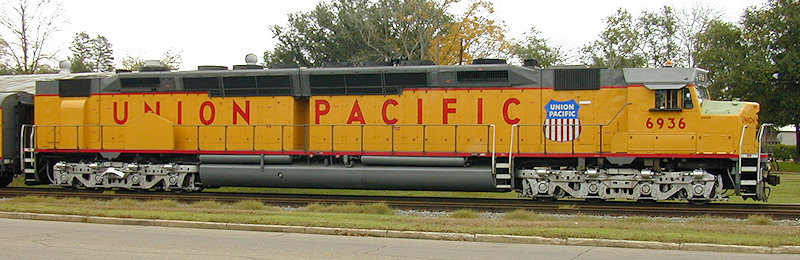
Bogie EMD#FlexicoilD en una EMD#DD40 UP#6936
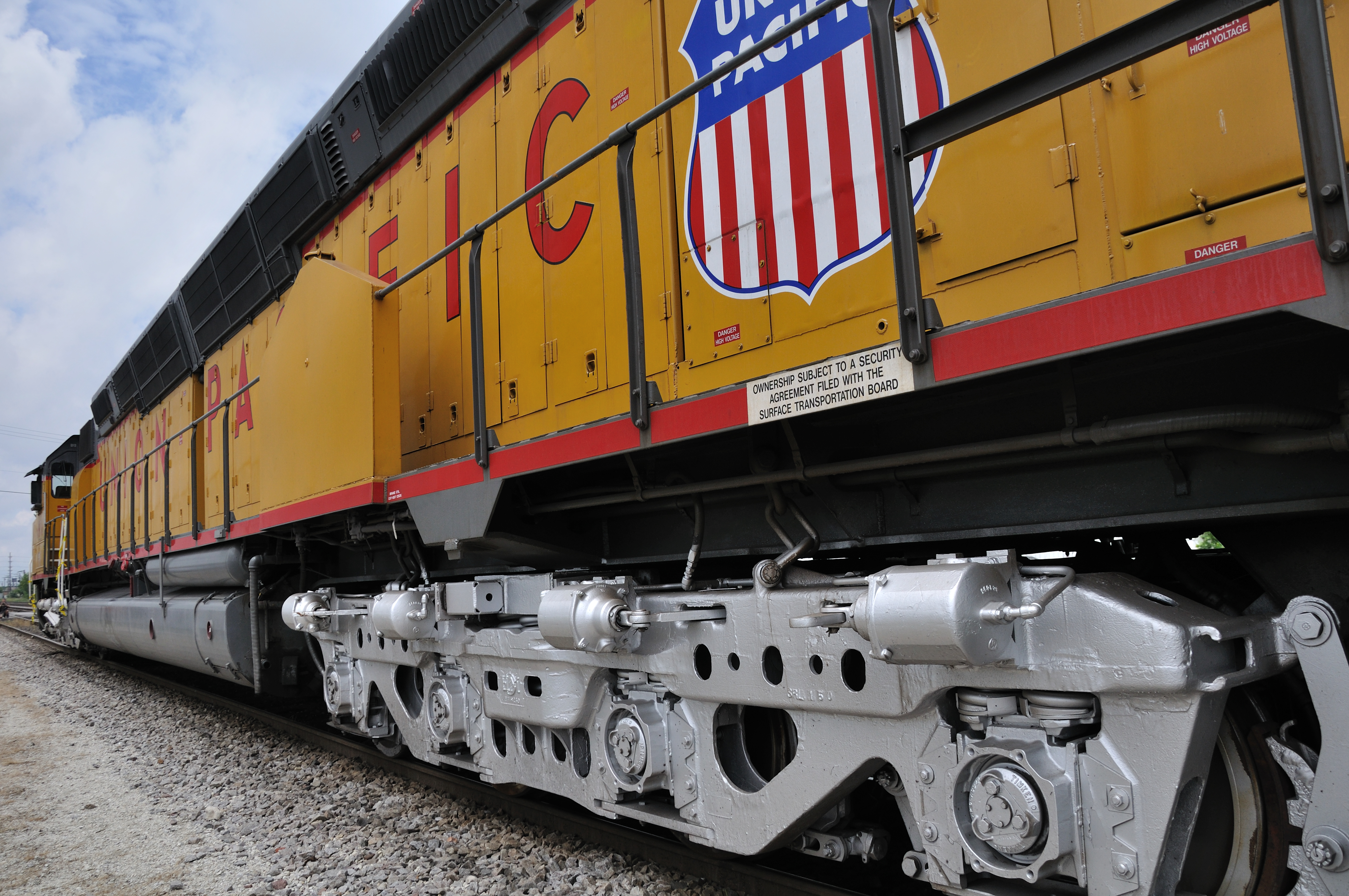
Bogie EMD#FlexicoilD con rodamientos cónicos 6.875x12 APcGG

## BR#FlexicoilB
Entre 1969 y 1971, British Rail realizó pruebas con bogies Flexicoil 2Axle modificados, instalados en la locomotora Doncaster#AL6 BR#Clase86 /E3173, para evitar más daños en la vía causados por los bogies dispuestos originalmente en las locomotoras de la Clase 86. Las pruebas tuvieron éxito, y todas las locomotoras BR#Clase86 fueron reacondicionadas con las modificaciones del bogie en sucesivas etapas durante las décadas de 1970 y 1980.

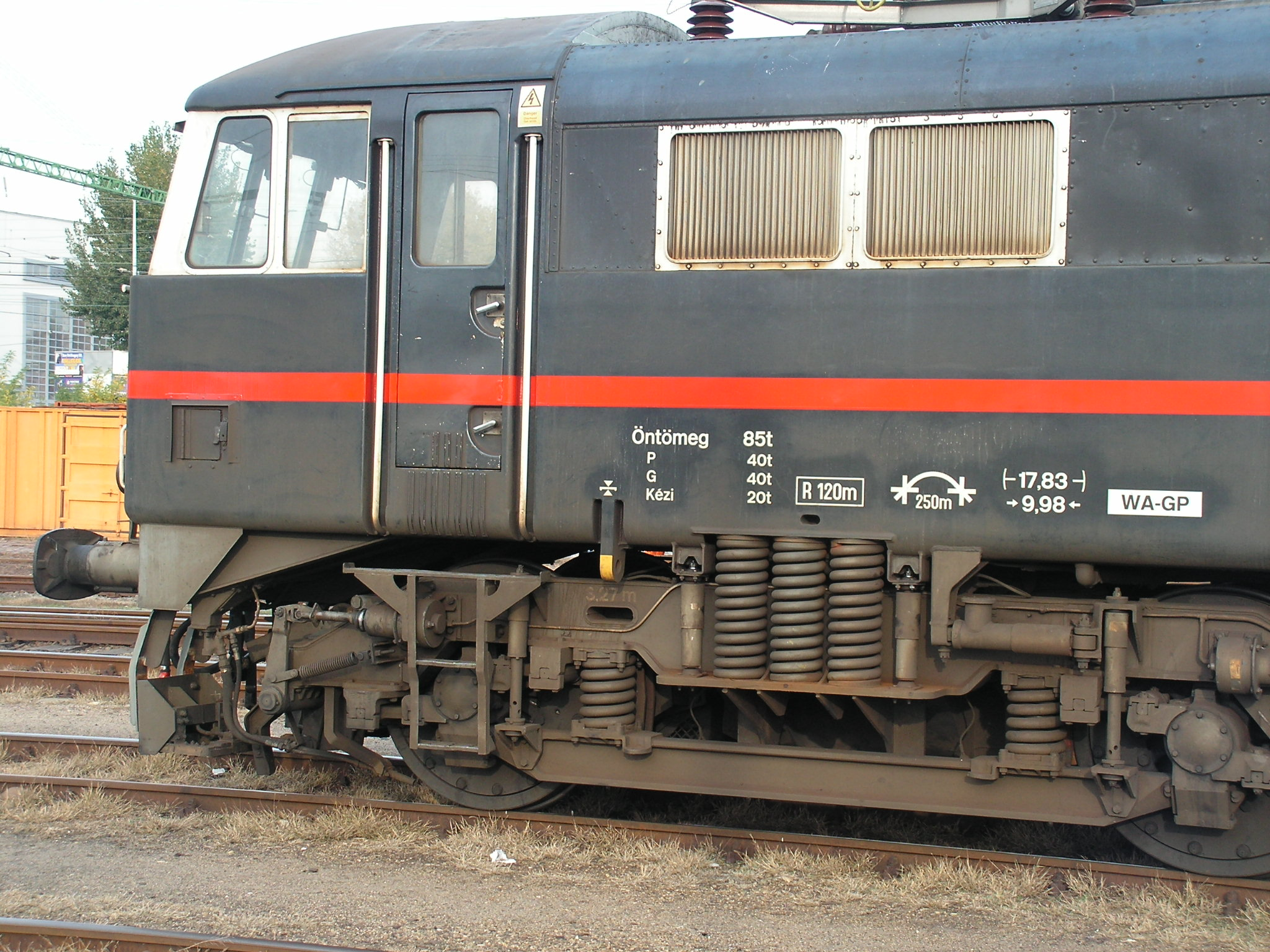
Bogie BR#FlexicoilB en una Doncaster#AL6 FZ#450/0041
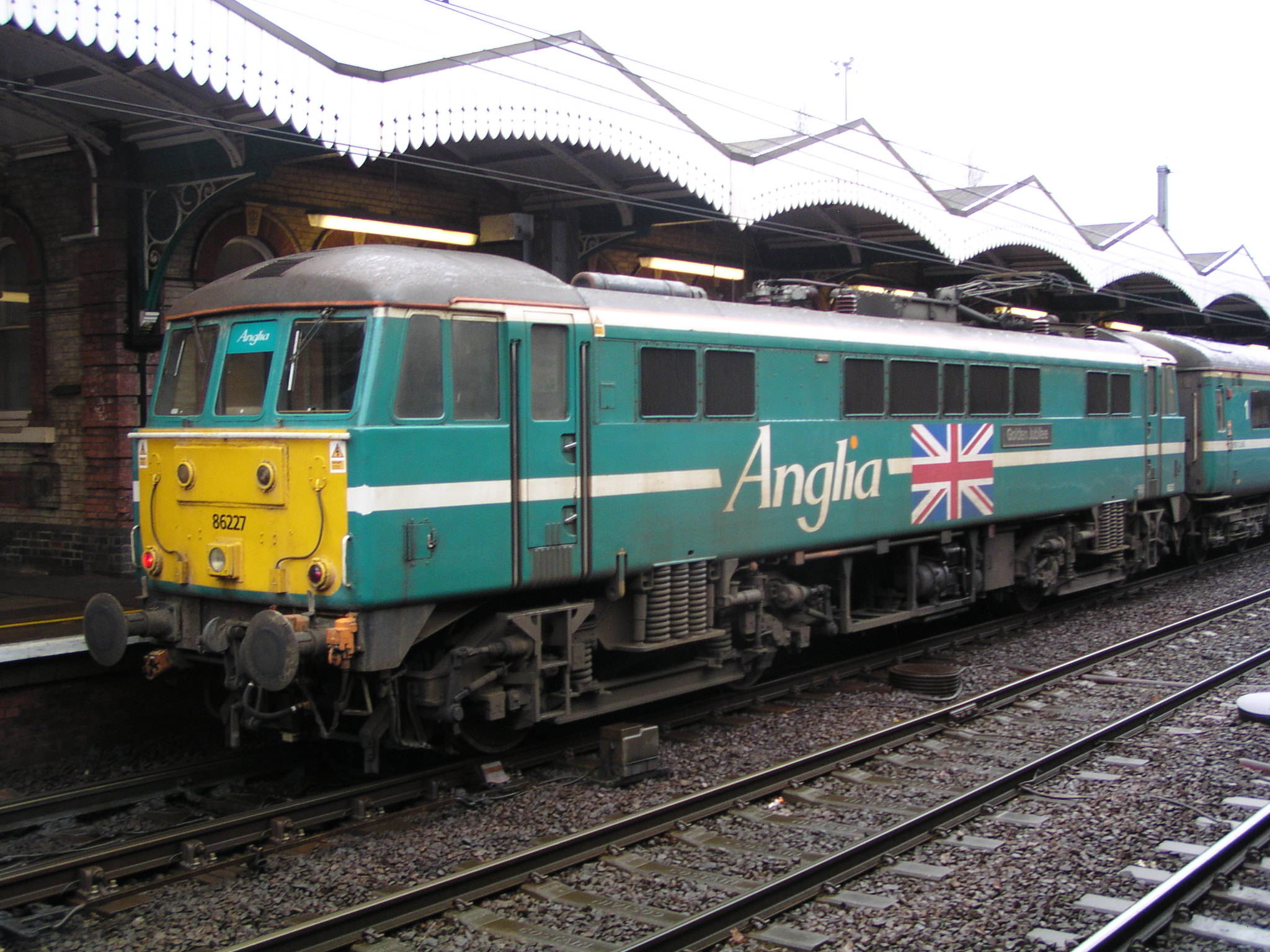
Bogie BR#FlexicoilB en una Doncaster#AL6 BR#86/227
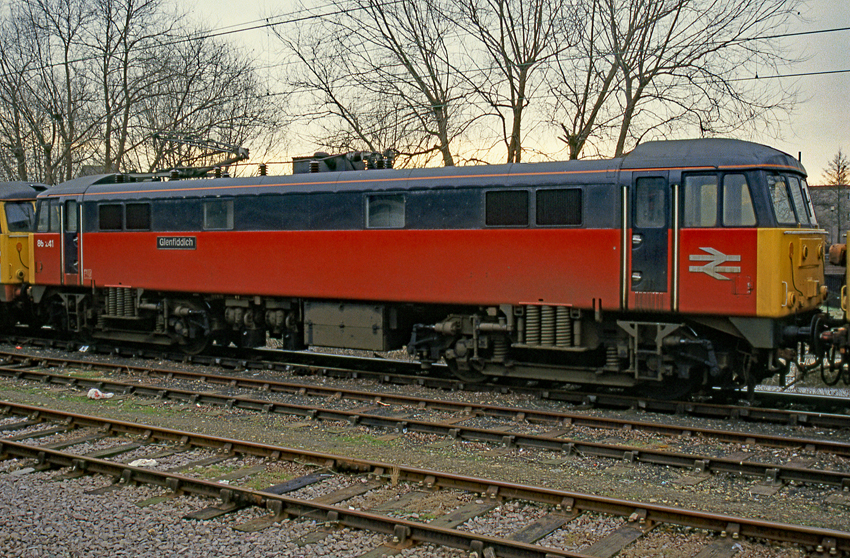
Bogie BR#FlexicoilB en una Doncaster#AL6 BR#86/241
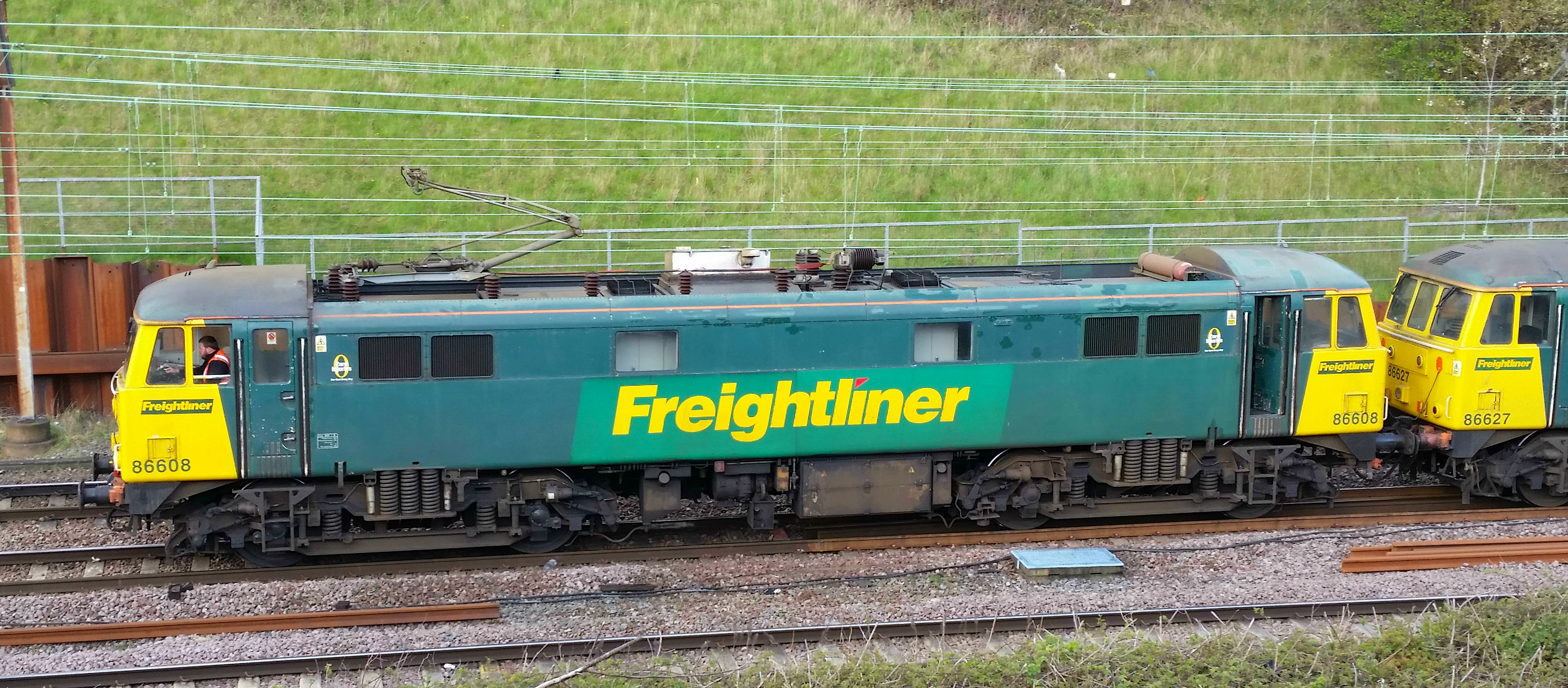
Bogie BR#FlexicoilB en una Doncaster#AL6 BR#86/608

## Skoda#FlexicoilB
Introducido en 2010 con la serie de locomotoras Skoda#109E, este bogie es un ejemplo más reciente de una suspensión Flexicoil. Dispone de juegos de ruedas de ancho estándar (1435 mm), diámetro de la banda de rodadura de 1250 mm; y una batalla entre los dos ejes de 2500 m. El conjunto de rodamientos+ejes+bastidor permite soportar una carga de 22,50 toneladas por eje. Los motores Skoda#ML4550K/6 utilizados desarrollan 1600 kW (1130vac) a 1825 rpm. Su velocidad máxima establecida es de 200 km/h.

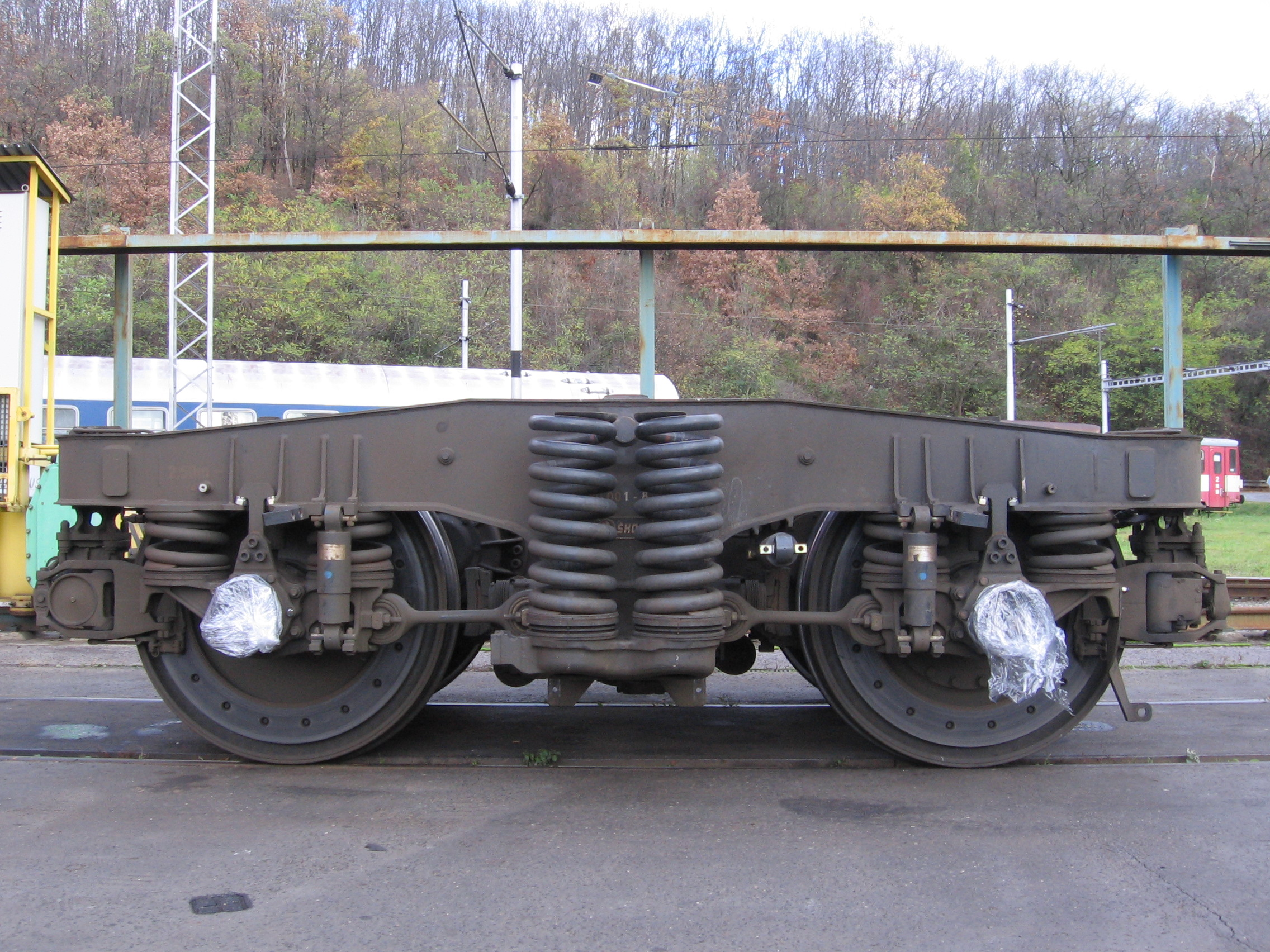
Bogie Skoda#FlexicoilB en una Skoda#109E
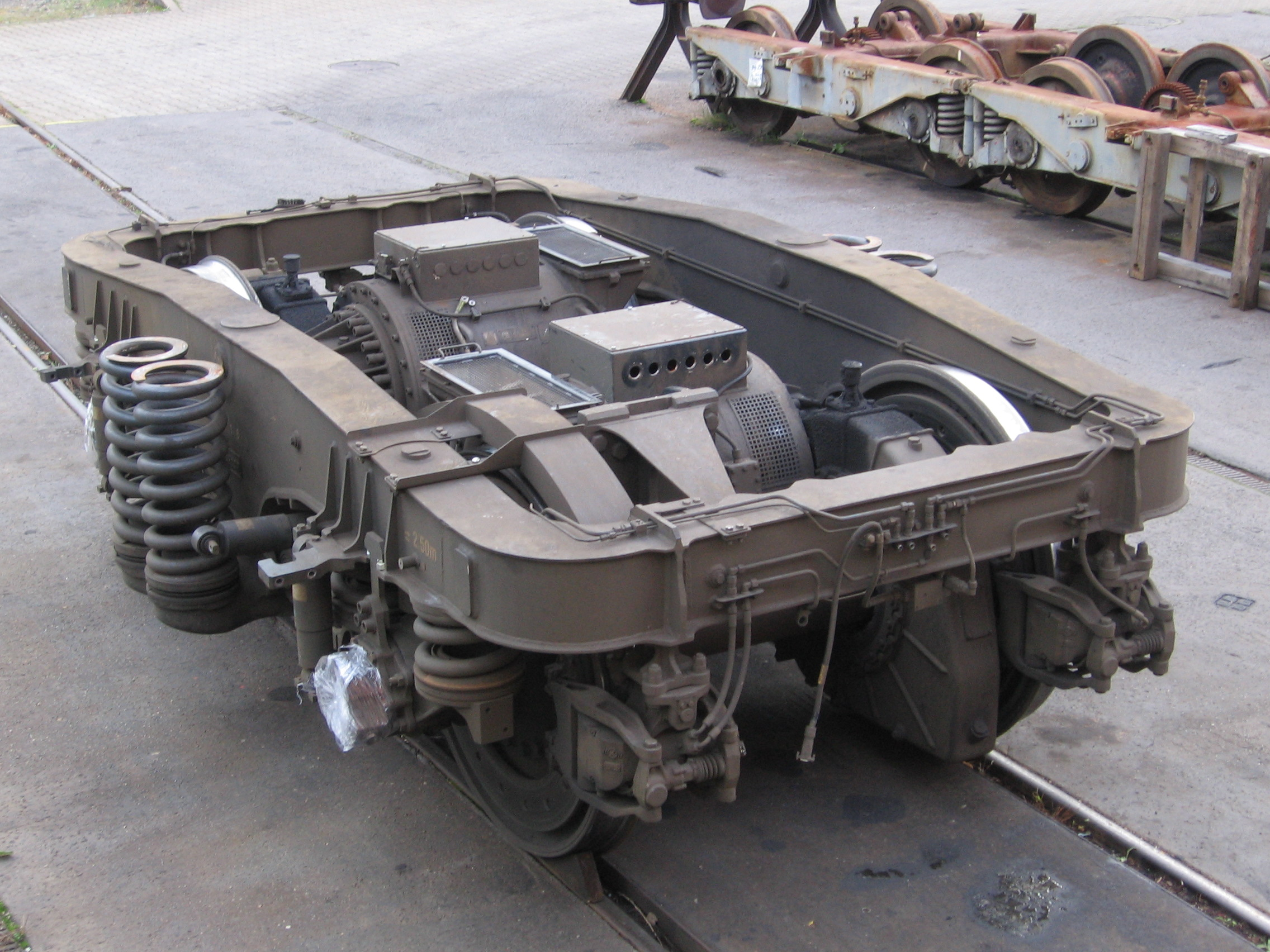
Bogie Skoda#FlexicoilB en una Skoda#109E
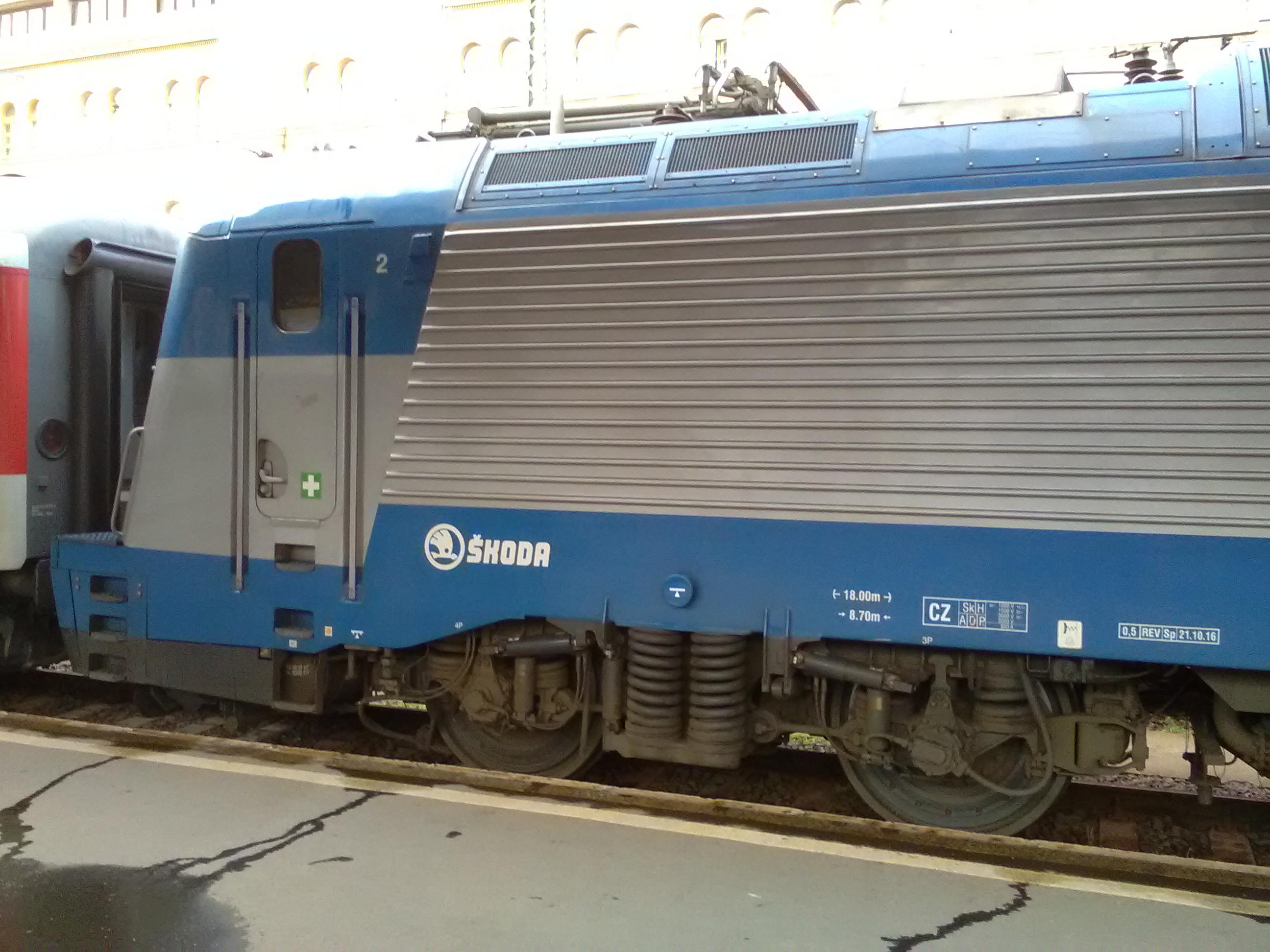
Bogie Skoda#FlexicoilB en una Skoda#109E CD#380/019
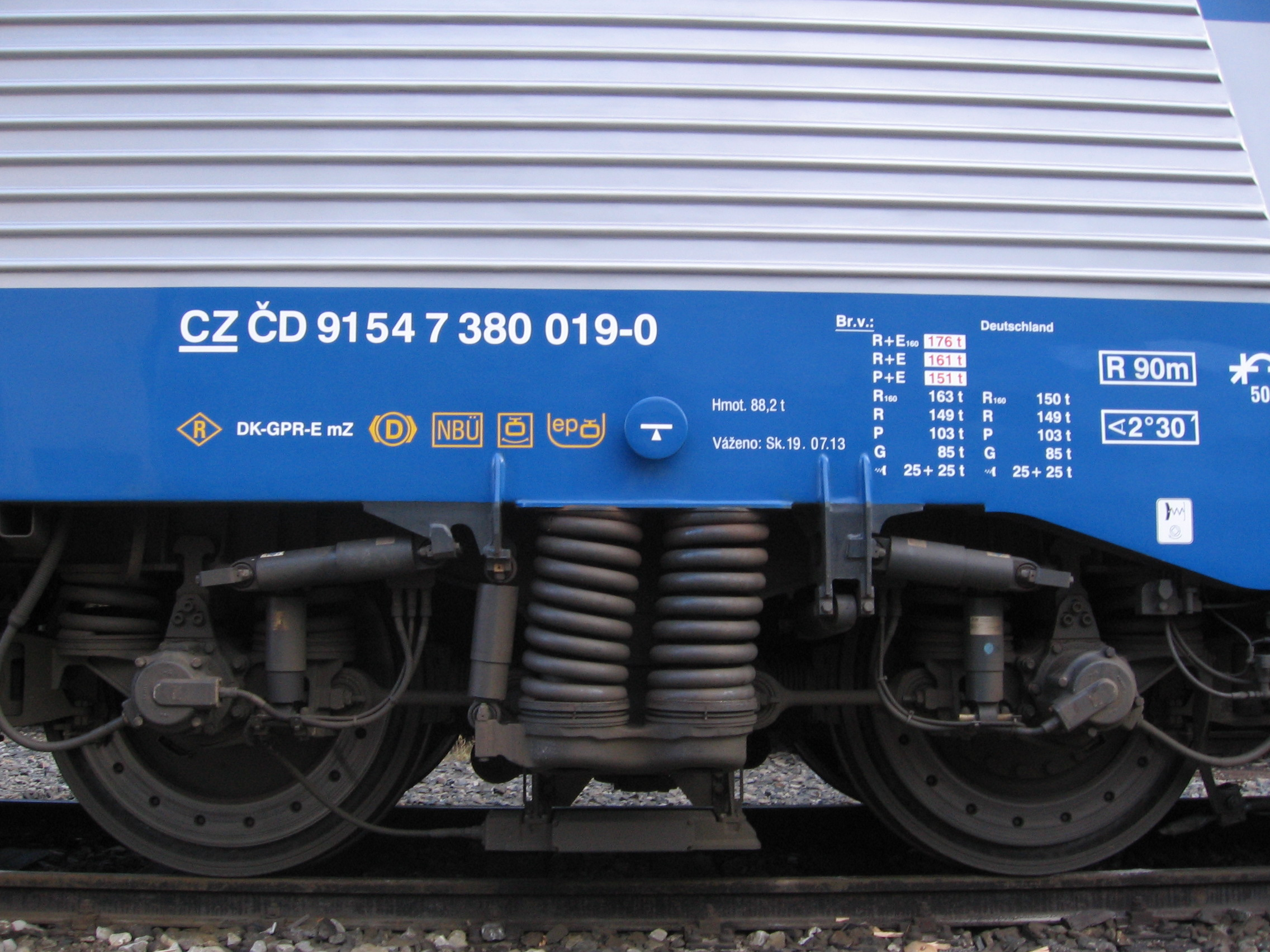
Bogie Skoda#FlexicoilB en una Skoda#109E CD#380/019

## Detalles técnicos
Los resortes en una suspensión Flexicoil son de acero. Sobresaliendo por arriba y por abajo, y también hacia adentro, cada resorte es una cúpula de goma esférica que puede absorber algunas de las fuerzas horizontales. Estas cúpulas están conectadas firmemente a la carrocería del vehículo (arriba) o al marco del bogie (abajo). Con esta disposición, cada resorte Flexicoil se flexiona y se mueve desde su eje vertical cuando el vehículo está girando. Esto ayuda a los dos bogies a alinearse igualmente debajo de la carrocería del vehículo. Las fuerzas verticales son absorbidas completamente por los resortes de acero. 
Como los resortes tienen características relativamente suaves, también se deben instalar amortiguadores verticales hidráulicos para amortiguar las vibraciones a velocidades superiores  a 160 km/h, además de los amortiguadores longitudinales. Normalmente no se requiere amortiguación lateral. 
En los vagones de ferrocarril equipados con la suspensión Flexicoil, los resortes son la única conexión mecánica entre el bogie y la carrocería del vehículo. En los tipos más pesados de material rodante con suspensión Flexicoil, se utiliza un pivote de bogie equipado con cojinetes de caucho y metal para sostener un yugo de anclaje cruzado, que transfiere las fuerzas al bastidor del bogie a través de dos pasadores de enlace de anclaje cruzado. Algunas, como la locomotora italiana D.445, disponen de barras de tracción adicionales.
Los bogies de locomotoras generalmente también están provistos de un enlace de transferencia de peso, o con una transmisión de tensión diferente.